# Battle Hymns MMXI
Battle Hymns MMXI — одинадцятий студійний альбом американської групи Manowar, який був випущений 26 листопада 2010 року.

## Композиції
1. Death Tone — 5:07
2. Metal Daze — 4:33
3. Fast Taker — 4:05
4. Shell Shock — 4:13
5. Manowar — 4:00
6. Dark Avenger — 6:24
7. William's Tale — 1:53
8. Battle Hymn — 9:29
9. Fast Taker — 3:56
10. Death Tone — 4:59